# Kraftwerk Langkampfen
Das Kraftwerk Langkampfen ist ein Laufwasserkraftwerk der österreichischen TIWAG. Das Kraftwerk liegt am Inn zwischen Endach und Unterlangkampfen.
Die Anlage besteht aus einem dreifeldrigen Wehr auf der Nordwestseite und dem Maschinenhaus mit zwei Turbinen auf der Südostseite.